# Jonathan Erlich
Pour les articles homonymes, voir Erlich.
Jonathan Erlich, né le 4 juin 1977 à Buenos Aires en Argentine, est un joueur de tennis israélien, professionnel de 1996 à 2022.
Spécialiste du double, la plupart du temps associé à son compatriote Andy Ram, il a remporté 22 titres sur le circuit ATP dont notamment l'Open d'Australie 2008.

## Palmarès

### En double messieurs
| 22 titres en double | 1 G. Chelem | 1 G. Chelem | 1 G. Chelem | 1 G. Chelem | 0 Masters  | 0 Masters  | 0 Masters   | 0 Masters   | 2 Masters 1000 | 2 Masters 1000 | 2 Masters 1000 | 2 Masters 1000 | 1 ATP 500          | 1 ATP 500          | 1 ATP 500          | 1 ATP 500          | 18 ATP 250         | 18 ATP 250         | 18 ATP 250     | 18 ATP 250     | 0 JO           | 0 JO           | 0 JO           | 0 JO           |
| 22 titres en double | 11 sur dur  | 11 sur dur  | 11 sur dur  | 11 sur dur  | 11 sur dur | 11 sur dur | 7 sur gazon | 7 sur gazon | 7 sur gazon    | 7 sur gazon    | 7 sur gazon    | 7 sur gazon    | 2 sur terre battue | 2 sur terre battue | 2 sur terre battue | 2 sur terre battue | 2 sur terre battue | 2 sur terre battue | 2 sur moquette | 2 sur moquette | 2 sur moquette | 2 sur moquette | 2 sur moquette | 2 sur moquette |

## Parcours dans les tournois duGrand Chelem

### En simple
N'a jamais participé à un tableau final.

### En double
| Année | Open d'Australie              | Open d'Australie           | Internationaux de France     | Internationaux de France          | Wimbledon                     | Wimbledon                      | US Open                          | US Open                     |
| ----- | ----------------------------- | -------------------------- | ---------------------------- | --------------------------------- | ----------------------------- | ------------------------------ | -------------------------------- | --------------------------- |
| 2000  | —                             | —                          | —                            | —                                 | —                             | —                              | 1er tour (1/32) Devin Bowen      | J.-M. Gambill S. Humphries  |
| 2001  | 1er tour (1/32) Yuri Schukin  | E. Ferreira David Rikl     | —                            | —                                 | 2e tour (1/16) Andy Ram       | R. Federer W. Ferreira         | —                                | —                           |
| 2002  | 1er tour (1/32) Andy Ram      | A. Florent D. Macpherson   | 1er tour (1/32) Daniel Melo  | Joshua Eagle Sandon Stolle        | 1er tour (1/32) D. Orsanic    | K. Braasch R. Schüttler        | —                                | —                           |
| 2003  | —                             | —                          | —                            | —                                 | 1/2 finale Andy Ram           | J. Björkman T. Woodbridge      | 1er tour (1/32) Andy Ram         | S. Prieto Jim Thomas        |
| 2004  | 2e tour (1/16) Andy Ram       | G. Gaudio I. Karlović      | 1/8 de finale Andy Ram       | Wayne Black K. Ullyett            | 1er tour (1/32) Andy Ram      | Jiří Novák R. Štěpánek         | 1er tour (1/32) Andy Ram         | J. Benneteau N. Mahut       |
| 2005  | 1/8 de finale Andy Ram        | Bob Bryan Mike Bryan       | —                            | —                                 | 1/8 de finale Andy Ram        | Bob Bryan Mike Bryan           | 1/4 de finale Andy Ram           | Wayne Black K. Ullyett      |
| 2006  | 2e tour (1/16) Andy Ram       | P. Baccanello R. Smeets    | 2e tour (1/16) Andy Ram      | Y. Allegro S. Wawrinka            | 1/8 de finale Andy Ram        | Lukáš Dlouhý Pavel Vízner      | 1/8 de finale Andy Ram           | A. Clément M. Llodra        |
| 2007  | 1/8 de finale Andy Ram        | M. Bhupathi R. Štěpánek    | 1/8 de finale Andy Ram       | M. Bhupathi R. Štěpánek           | 2e tour (1/16) Andy Ram       | Eric Butorac Jamie Murray      | 1/8 de finale Andy Ram           | S. Aspelin J. Knowle        |
| 2008  | Victoire Andy Ram             | A. Clément M. Llodra       | 1/8 de finale Andy Ram       | Bruno Soares Dušan Vemić          | 1/4 de finale Andy Ram        | Lukáš Dlouhý Leander Paes      | 2e tour (1/16) Andy Ram          | S. Roitman T. Robredo       |
| 2009  | —                             | —                          | 1er tour (1/32) R. Bopanna   | G. García-López S. Roitman        | 1er tour (1/32) J. Murray     | Łukasz Kubot O. Marach         | 1er tour (1/32) J. Coetzee       | Bruno Soares K. Ullyett     |
| 2010  | 1/4 de finale A. Clément      | Daniel Nestor N. Zimonjić  | 2e tour (1/16) Dudi Sela     | S. Huss André Sá                  | 1er tour (1/32) Dušan Vemić   | M. Damm F. Polášek             | 2e tour (1/16) Jordan Kerr       | J. Chardy C. Kas            |
| 2011  | 2e tour (1/16) Andy Ram       | Carsten Ball C. Guccione   | 1er tour (1/32) Andy Ram     | F. Fognini F. Volandri            | 1er tour (1/32) Andy Ram      | A. Bogomolov I. Karlović       | 2e tour (1/16) Andy Ram          | J. Melzer P. Petzschner     |
| 2012  | 1er tour (1/32) Andy Ram      | Bob Bryan Mike Bryan       | 2e tour (1/16) Andy Ram      | Mark Knowles X. Malisse           | 2e tour (1/16) Andy Ram       | Leander Paes R. Štěpánek       | 2e tour (1/16) Andy Ram          | C. Harrison R. Harrison     |
| 2013  | 1/8 de finale K. Anderson     | R. Haase I. Sijsling       | 2e tour (1/16) Andy Ram      | R. Bautista-Agut D. Gimeno-Traver | 1er tour (1/32) D. Bracciali  | Leander Paes R. Štěpánek       | 2e tour (1/16) Andy Ram          | Lu Yen-hsun Divij Sharan    |
| 2014  | 1er tour (1/32) A. Ram        | D. Bracciali A. Dolgopolov | 1/8 de finale Marcelo Melo   | Łukasz Kubot R. Lindstedt         | 1er tour (1/32) D. Bracciali  | J. Benneteau É. Roger-Vasselin | —                                | —                           |
| 2015  | 1/8 de finale T. C. Huey      | F. López Max Mirnyi        | —                            | —                                 | 1/2 finale P. Petzschner      | Jamie Murray John Peers        | 1er tour (1/32) Artem Sitak      | M. Cecchinato Andreas Seppi |
| 2016  | 1er tour (1/32) Colin Fleming | Robin Haase F. Verdasco    | 2e tour (1/16) Colin Fleming | Daniel Nestor A.-U.-H. Qureshi    | 1er tour (1/32) Colin Fleming | Jamie Murray Bruno Soares      | 2e tour (1/16) S. González       | Bob Bryan Mike Bryan        |
| 2017  | 1er tour (1/32) Scott Lipsky  | K. Khachanov A. Kuznetsov  | 2e tour (1/16) André Sá      | S. González D. Young              | 1er tour (1/32) T. C. Huey    | Ivan Dodig M. Granollers       | —                                | —                           |
| 2018  | 1er tour (1/32) D. Nestor     | Radu Albot Chung Hyeon     | —                            | —                                 | 1/8 de finale M. Matkowski    | Divij Sharan Artem Sitak       | 1er tour (1/32) A-.U-.H. Qureshi | Austin Krajicek T. Sandgren |
| 2019  | —                             | —                          | —                            | —                                 | 1er tour (1/32) Artem Sitak   | M. González H. Zeballos        | —                                | —                           |
| 2021  | —                             | —                          | 2e tour (1/16) Lloyd Harris  | P.-H. Herbert Nicolas Mahut       | 1er tour (1/32) A. Vasilevski | Nikola Mektić Mate Pavić       | 2e tour (1/16) Lloyd Harris      | John Peers Filip Polášek    |
| 2022  | 1er tour (1/32) A. Göransson  | Matthew Ebden Max Purcell  | 1er tour (1/32) Lloyd Harris | Jamie Murray Bruno Soares         | —                             | —                              | —                                | —                           |

N.B. : le nom du partenaire se trouve sous le résultat ; le nom des ultimes adversaires se trouve à droite.

### En double mixte
| Année | Open d'Australie        | Open d'Australie            | Internationaux de France | Internationaux de France | Wimbledon                  | Wimbledon                 | US Open                         | US Open                     |
| ----- | ----------------------- | --------------------------- | ------------------------ | ------------------------ | -------------------------- | ------------------------- | ------------------------------- | --------------------------- |
| 2004  | 1/2 finale Liezel Huber | M. Navrátilová Leander Paes | —                        | —                        | —                          | —                         | 1er tour (1/16) Liezel Huber    | Lisa McShea Cyril Suk       |
| 2005  | —                       | —                           | —                        | —                        | —                          | —                         | 1er tour (1/16) Bryanne Stewart | K. Srebotnik Nenad Zimonjić |
| 2007  | —                       | —                           | —                        | —                        | —                          | —                         | 2e tour (1/8) Chuang C-J.       | Nathalie Dechy Andy Ram     |
| 2011  | —                       | —                           | —                        | —                        | 1/4 de finale Shahar Peer  | Elena Vesnina M. Bhupathi | —                               | —                           |
| 2012  | —                       | —                           | —                        | —                        | 2e tour (1/16) Shahar Peer | Květa Peschke Andy Ram    | —                               | —                           |

N.B. : le nom de la partenaire se trouve sous le résultat ; le nom des ultimes adversaires se trouve à droite.

## Participation aux Masters

### En double
| Année | Ville                      | Surface    | Partenaire | Résultats | Résultat final    |
| ----- | -------------------------- | ---------- | ---------- | --------- | ----------------- |
| 2006  | Shanghai, Qi Zhong Stadium | Dur indoor | Andy Ram   | 1v, 2d    | Éliminé en poules |
| 2007  | Shanghai, Qi Zhong Stadium | Dur indoor | Andy Ram   | 1v, 2d    | Éliminé en poules |

## Classement ATP en fin de saison
| Année          | 1998 | 1999 | 2000 | 2001 | 2002 | 2003 | 2004 | 2005 | 2006 | 2007 | 2008 | 2009 | 2010 | 2011 | 2012 | 2013 | 2014 | 2015 | 2016 | 2017 | 2018 | 2019 | 2020 | 2021 |
| Rang en double | 342  | 241  | 110  | 107  | 119  | 33   | 28   | 15   | 13   | 18   | 11   | 191  | 45   | 50   | 49   | 62   | 87   | 49   | 51   | 78   | 102  | 73   | 70   | 63   |

Source : (en) Classements de Jonathan Erlich sur le site officiel de la Fédération internationale de tennis